# Secretos en el jardín
Secretos en el jardín es una telenovela chilena emitida por Canal 13 desde el 24 de noviembre de 2013 hasta el 9 de junio de 2014. Es protagonizada por Francisco Pérez-Bannen, Blanca Lewin, Mario Horton y Daniela Ramírez. La historia de la telenovela está basada en el caso policial de los psicópatas de Viña del Mar, ocurrido entre los años 1980 y 1981.

## Argumento
En un comienzo, el comisario Ramiro Opazo (Francisco Pérez-Bannen), llega a Viña del Mar para investigar algunos asesinatos que se han cometido en la zona. Pero en medio de la investigación, Opazo se involucra más de la cuenta con Bárbara Benoit (Blanca Lewin), esposa de Hernán Jerez (Cristián Campos), un poderoso empresario de la ciudad, obteniendo mayor información. Es así como se da cuenta de que los asesinatos están conectados y comienza la búsqueda de un asesino en serie.
Por otro lado, el periodista Javier Montes (Mario Horton), novio de la periodista Raquel Lastra (Francisca Lewin), empieza a cubrir el caso, para lo cual tiene que acercarse a Sofía Ventura (Daniela Ramírez), única víctima sobreviviente de los ataques.

## Reparto

### Principales
- Francisco Pérez Bannen como Ramiro Opazo
- Blanca Lewin como Bárbara Benoit
- Mario Horton como Javier Montes
- Daniela Ramírez como Sofía Ventura
- Francisca Lewin como Raquel Lastra
- Julio Milostich como Francisco O’Ryan
- Antonia Zegers como Magdalena Villanueva
- Cristián Campos como Hernán Jerez
- Alejandro Goic como Carlos Cox
- Néstor Cantillana como Juan Ramírez
- Mónica Godoy como Carmen Pereira
- Edgardo Bruna como Aníbal Lastra
- Jaime Vadell como Klaus Cox
- Claudio Arredondo como Braulio Hernández
- Francisca Gavilán como Romina Retamal
- Roberto Farías como Luis Gutiérrez
- Antonella Orsini como Dolores O’Ryan
- Cristóbal Tapia Montt como Sergio O’Ryan
- Catalina González como Ana Carrasco
- Camila Hirane como Rosa Sepúlveda
- Rodrigo Soto como Emilio Fuentes
- Pedro Vicuña como Darío Cáceres
- Lucy Cominetti como Beatriz

### Recurrentes e invitados
- Daniel Antivilo como Pablo Aguirre
- Carlos Díaz como Roberto Quiñones
- Clemente Sanhueza como Carlitos Cox
- Rosario Zamora como Verónica Grez
- Hernán Vallejo como Facundo Andrade
- Christian Sève como Rodrigo Jerez
- Francisca Castillo como Lorena Contreras
- Ingrid Isensee como Alejandra Pizarro
- Daniela Lhorente como Luisa Cárdenas
- Mónica Illanes como Úrsula Arriaga
- Jesús Herrera como Juanucho Ramírez
- Clemente Sanhueza como Carlitos Cox
- Emilia Barrera como María Jesús Jerez.
- Isidora González como Fabiana Opazo.
- Teresa Varas Flores como Hortensia.
- Héctor Aguilar como Omar Raleff "El Turco".
- Alejandra Vega como Marisa.
- Paloma Mena como Maura Alberty.
- Claudio Reyes como Patricio.
- Emilio García como Sacerdote.
- Pablo Striano como Abogado de Juan y Lucho.
- Orlando Alfaro como Meneses.
- Barbára Mundt como  Fernanda.
- Christián Zúñiga como Detective.
- Hugo Vásquez como Max.
- Mariel Bravo como Malucía.
- Ariel Mateluna como Román Garmendia "Torombolo".
- Aldo Bernales como Abogado de O'ryan.
- Gregory Cohen como Magistrado Juan Cristóbal Feliú.
- Marcial Edwards como Magistrado Aurelio Inostroza.
- Nicolás de Terán como Moncho.
- Daniela Palavecino como María Pilar Echaurren.
- Max Meriño como Eduardo.
- Claudia Aravena como Ximena Rodríguez.
- Eileen Aguilar como Marlene Ojeda.
- Daniel de la Vega como Periodista Canal 13.
- Sandro Larenas como Locutor de radio.
- Mario Santander como Sacerdote Riquelme.

## Producción
Secretos en el jardín fue creada por Julio Rojas y Matías Ovalle basándose en el caso de los psicópatas de Viña del Mar. Mientras que los guiones fueron desarrollados junto a los guionistas Nona Fernández, Marcelo Leonart, Ximena Carrera y Simón Soto. Fue grabada completamente antes de ser emitida y su creación contó con una investigación de vestuario y arte de la época.

## Recepción
Esta telenovela debutó con 31,8 puntos de rating el 24 de noviembre de 2013, pero la audiencia cayó de forma sucesiva hasta llegar en torno a 10 puntos de rating durante diciembre. Posteriormente, el rating disminuyó hasta 8 puntos debido al estreno de Vuelve temprano de Televisión Nacional el 6 de enero de 2014.
A pesar del bajo rating de audiencia, su impacto en redes sociales, foros y críticas de especialistas fue altisimo, siento trendic topic mientras la producción se encontraba en el aire, convirtiendo a la teleserie en una de las más valoradas realizadas por Canal 13.

## Banda sonora
| Intérprete    | Tema               | Personaje(s)   | Actor(es)                      |
| ------------- | ------------------ | -------------- | ------------------------------ |
| Víctor Manuel | Ay amor            | Tema Principal |                                |
| Phil Collins  | In the Air Tonight | Javier y Sofía | Mario Horton y Daniela Ramírez |

## Premios y nominaciones
| 2014 | Premios Altazor                       |                                                              |                                                              |           |
| 2014 | Premios Altazor                       | Mejor guion                                                  | Nona Fernández, Marcelo Leonart, Ximena Carrera y Simón Soto | Ganadores |
| 2014 | Premios Altazor                       | Mejor actor                                                  | Roberto Farías                                               | Nominado  |
| 2014 | Premios Altazor                       | Mejor actor                                                  | Alejandro Goic                                               | Nominado  |
| 2014 | Premios Altazor                       | Mejor actriz                                                 | Antonia Zegers                                               | Nominada  |
| 2014 | Copihue de Oro                        |                                                              |                                                              |           |
| 2014 | Mejor serie o teleserie               | Mejor serie o teleserie                                      | Nominada                                                     |           |
| 2014 | Mejor actor                           | Alejandro Goic                                               | Nominado                                                     |           |
| 2014 | Mejor actor                           | Roberto Farías                                               | Nominado                                                     |           |
| 2014 | Mejor actor                           | Cristián Campos                                              | Nominado                                                     |           |
| 2015 | Premios TV Grama 2014                 |                                                              |                                                              |           |
| 2015 | Premios TV Grama 2014                 | Mejor teleserie nacional                                     | Mejor teleserie nacional                                     | Nominada  |
| 2015 | Premios TV Grama 2014                 | Mejor actor                                                  | Cristián Campos                                              | Nominado  |
| 2015 | Premios Fotech                        |                                                              |                                                              |           |
| 2015 | Mejor teleserie                       | Mejor teleserie                                              | Nominada                                                     |           |
| 2015 | Mejor actor principal de teleseries   | Francisco Pérez-Bannen                                       | Nominado                                                     |           |
| 2015 | Mejor actriz secundaria de teleseries | Antonia Zegers                                               | Nominada                                                     |           |
| 2015 | Mejor actor secundario de teleseries  | Alejandro Goic                                               | Nominado                                                     |           |
| 2015 | Mejor dirección teleseries            | Rodrigo Velásquez y Felipe Marchetti                         | Nominados                                                    |           |
| 2015 | Mejor guion teleseries                | Nona Fernández, Marcelo Leonart, Ximena Carrera y Simón Soto | Nominados                                                    |           |